# Sluis-Aardenburg
Sluis-Aardenburg ist der Name einer ehemaligen Gemeinde in den Niederlanden, die 1995 durch Zusammenschluss der Gemeinden Aardenburg und Sluis in der Provinz Zeeland entstand. Sie fusionierte am 1. Januar 2003 mit der Gemeinde Oostburg zur Gemeinde Sluis. Die Gemeinde erstreckte sich über eine Fläche von 83,71 km², wovon 1,26 km² Wasserfläche waren. Sitz der Gemeinde war Aardenburg. Am 31. Dezember 2002 lebten 6.601 Menschen in der Gemeinde.
Die Gemeinde bestand aus den folgenden Ortschaften und Städten:
- Aardenburg
- Draaiburg
- Eede
- Heille
- Retranchement
- Sint Anna ter Muiden
- Sint Kruis
- Sluis
- Terhofstede
- Zwindorp